# Earl's Court
Pour les articles homonymes, voir Earl's Court (homonymie).
Earl's Court est un district situé dans le Borough royal de Kensington et Chelsea.
Le quartier tient probablement son nom des comtes de Warwick, propriétaires de cette terre au XVIIe siècle. Au XIXe siècle, la zone rurale d'Earl's Court devient une banlieue de Londres. Son développement commence en 1828 avec le Kensington Canal, bâti par William Edwardes, qui n'est pas un succès et fut remplacé par l'actuel chemin de fer.
Après la Seconde Guerre mondiale, il est surnommé le Polish Corridor en raison du nombre d'officiers et de soldats polonais qui s'y installent et ouvrent leurs entreprises. Les Polonais sont remplacés vers la fin des années soixante par une vague de migrants d'Australie et de Nouvelle-Zélande, ce qui lui fait donner le sobriquet de Kangaroo Valley. 
À partir de 1879 et pendant plus d'un siècle, le quartier est réputé pour les grandes fêtes, festivals et salons qui prennent place à partir de 1937 dans le principal palais des congrès de la capitale, Earls Court Exhibition Centre, une construction de style Art moderne de l'Américain Charles Howard Crane (en) pouvant contenir 19 000 personnes. En raison d'un projet ambitieux du Maire de Londres Boris Johnson, prévoyant la création de quatre nouveaux villages urbains dans deux districts attenants, le palais est fermé en 2014. Sa démolition dure trois ans, et l'économie de l'ouest de Londres chute. Les petites entreprises du quartier sont les plus affectées. Le projet immobilier n'est que partiellement réalisé, avec la construction de blocs d'appartements qui se vendent mal.
Le quartier est desservi par la station de métro homonyme et par la station de West Brompton.